# Hanuš Sýkora
Hanuš Sýkora (11. července 1883, Litovany – 10. února 1944, koncentrační tábor Dachau) byl český novinář, filozof, právník a překladatel.

## Biografie
Hanuš Sýkora se narodil v roce 1883 v Litovanech nedaleko Hrotovic, v rodině hostinského Josefa Sýkory a Františky roz. Syrové.
V roce 1902 nastoupil na Právnickou fakultu Německé Karlo-Ferdinandovy univerzity v Praze, tu následně absolvoval v roce 1905 a vystudoval také filozofii na univerzitě ve Vídni. V roce 1905 nastoupil na pozici parlamentního zpravodaje pro Národní politiku, od roku 1918 byl parlamentním redaktorem pro České slovo. V roce 1921 založil a následně redigoval časopis Parlament, ten vycházel v letech 1921–1926, založil také revui Národní hospodář.
Věnoval se také veřejnému právu a filozofii, spolupracoval s Brentanovskou společností, překládal z němčiny a polštiny.

## Dílo

### Překlady
- Provinil se, že pozbyl cti – Friedrich Schiller, in: 1000 nejkrásnějších novel... č. 21, úvod František Sekanina. Praha: J. R. Vilímek,1912
- On – Zykmunt Krasiński, in: 1000 nejkrásnějších novel... č. 39, úvod F. Sekanina. Praha: J. R. Vilímek, 1912
- Karylla – Adam Mickewicz, in: 1000 nejkrásnějších novel... č. 49, úvod F. Sekanina. Praha: J. R. Vilímek, 1913